# Laphria varia
Laphria varia là một loài ruồi trong họ Asilidae. Laphria varia được Loew miêu tả năm 1865. Loài này phân bố ở vùng Cổ Bắc giới.